# Methyl Ethel
Methyl Ethel ist eine australische Rockband aus Perth, die bei dem Plattenlabel 4AD unter Vertrag stehen. Ihr Stil wurde von der Musikzeitschrift NME als „spooky psychedelic rock“ bezeichnet.

## Werdegang
Das Debütalbum Oh Inhuman Spectacle wurde 2015 auf dem australischen Label Dot Dash Recordings veröffentlicht, das ein Sublabel von Remote Control Records ist und ausschließlich australischen Musikprojekten offensteht. Im Jahr 2018 erreichte die Single Scream Whole Platz 1 der Charts des öffentlich-rechtlichen österreichischen Radiosenders FM4.
Ihr drittes Album Triage erschien im Februar 2019. Die Band beauftragte dafür James Ford (Simian Mobile Disco, Klaxons, Arctic Monkeys) als Co-Produzenten. Laut Allmusic stammen praktisch alle Kompositionen vom Projekt-Gründer und Mastermind Jake Webb.

## Diskografie
Alben

| Jahr | Titel                   | Höchstplatzierung, Gesamtwochen, AuszeichnungChartsChartplatzierungen (Jahr, Titel, Platzierungen, Wochen, Auszeichnungen, Anmerkungen) | Anmerkungen                            |
| Jahr | Titel                   | AU | Anmerkungen                            |
| ---- | ----------------------- | --- | -------------------------------------- |
| 2015 | Oh Inhuman Spectacle    | — |                                        |
| 2017 | Everything Is Forgotten | AU16 (2 Wo.)AU | Erstveröffentlichung: 3. März 2017     |
| 2019 | Triage                  | AU11 (1 Wo.)AU | Erstveröffentlichung: 15. Februar 2019 |
| 2022 | Are You Haunted?        | AU22 (1 Wo.)AU | Erstveröffentlichung: 18. Februar 2022 |

Singles
- 2015: Rogue
- 2017: Ubu (AU: Platin)[5]
- 2018: Cry Me a River
- 2018: Scream Whole